# Vzporednost
Vzporédnost je ena od temeljnih relacij, ki opisujejo medsebojno lego geometrijskih objektov (premic, ravnin). 
Premici p in q sta vzporedni, če obe ležita v isti ravnini in nimata nobene skupne točke. Zaradi sistematičnosti rečemo, da je poleg tega vsaka premica vzporedna tudi sama sebi. Vzporednost premic p in q se označi kot p || q. 
Premica in ravnina (v običajnem trirazsežnem prostoru) sta vzporedni, če nimata nobene skupne točke.
Dve ravnini (v običajnem trirazsežnem prostoru) sta vzporedni, če nimata nobene skupne točke. Tudi v tem primeru še dodatno rečemo, da je vsaka ravnina vzporedna sama sebi.

## Značilnosti vzporednosti
V običajni evklidski geometriji velja aksiom o vzporednici, ki pravi, da skozi poljubno točko T poteka točno ena vzporednica k dani premici p. V evklidski geometriji ima vzporednost naslednje značilnosti:
- refleksivnost: vsaka premica je sebi vzporedna:

p || p
- simetričnost: če je p vzporedna q, potem je tudi q vzporedna p:

p || q {\displaystyle \Rightarrow } q || p
- tranzitivnost: če je p vzporedna q, ta pa je vzporedna r, potem je tudi p vzporedna r:

p || q {\displaystyle \wedge } q || r {\displaystyle \Rightarrow } p || r
To pomeni, da je vzporednost premic ekvivalenčna relacija, ki deli množico vseh premic na ekvivalenčne razrede - skupine premic, ki imajo isto smer. V projektivni geometriji rečemo, da se te premice sekajo v neskončnosti - vsak snop vzporednih premic določa svojo točko v neskončnosti.
Nadaljnje značilnosti vzporednic p in q (v običajni evklidski geometriji):
- Vse točke s premice p so enako oddaljene od premice q (in obratno).
- Če se vzporednici sekata s tretjo premico, potem ta seka obe vzporednici pod istim kotom.
- Skozi poljubno točko (na eni od premic) poteka skupna pravokotnica na p in q.

Če se vzporedni premici v kartezični ravnini zapišeta z enačbama {\displaystyle p:~y=k_{1}x+n_{1}} in {\displaystyle q:~y=k_{2}x+n_{2}}, potem sta smerna koeficienta premic enaka: {\displaystyle k_{1}=k_{2}}.

## Neevklidske geometrije
Spremenjeni aksiom o vzporednosti je temelj neevklidskih geometrij - geometrijskih sistemov, v katerih veljajo nekoliko drugačne značilnosti kot v običajni evklidski geometriji.
V geometriji Lobačevskega poteka skozi dano točko T več kot ena vzporednica k dani premici p.
V Riemannovi geometriji pa vzporednic sploh ni - skozi točko T, torej ne poteka nobena vzporednica k dani premici p.